# Joseph Wolf

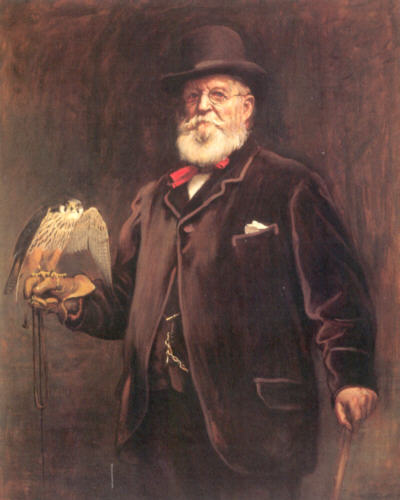
Retrato con un alcotán europeo (Falco subbuteo). Wolf es el autor de más de 240 ilustraciones para las Proceedings de la Sociedad Zoológica de Londres.

Joseph Wolf (Mörz, 22 de enero de 1820-Londres, 20 de abril de 1899) fue un artista alemán especializado en ilustración de historia natural. Se trasladó al Museo Británico en 1848 y se convirtió en el ilustrador preferido de exploradores y naturalistas como David Livingstone, Alfred Russel Wallace y Henry Walter Bates. Wolf representó animales con destreza en posturas realistas y es considerado como uno de los grandes pioneros del arte de la fauna. Sir Edwin Landseer dijo «[...] sin excepción, el mejor artista de los animales que haya vivido».

## Vida en Alemania

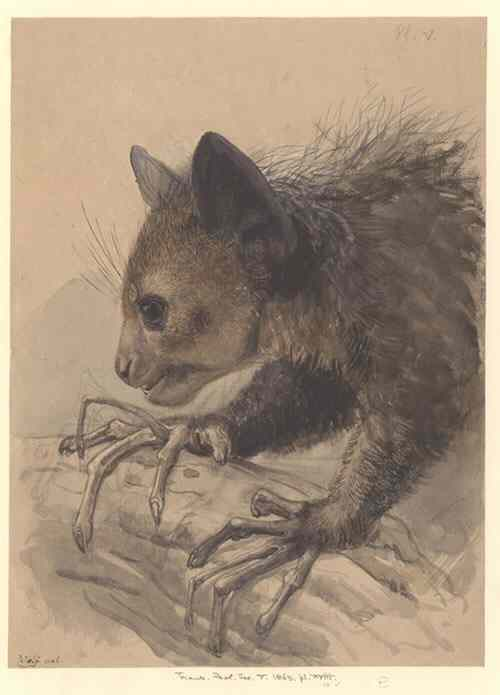
Un aye-aye (Daubentonia madagascariensis).

Nacido Mörz, cerca Münstermaifeld (en la Prusia renana de ese entonces, no muy lejos del río Mosela, en la región de Eifel), fue el primer hijo de un granjero, Anton Wolf. Originalmente se llamaba Mathias, pero más tarde cambió su nombre por el de Joseph. En su niñez estudió asiduamente la vida de las aves y de los animales, y mostró una notable capacidad como dibujante en temas de historia natural. Mostró un talento precoz para el arte cortando siluetas de papel de aves y animales que pegaba en las ventanas. La gente del pueblo le denominaba un «pájaro tonto» (Vögelfanger en alemán). Más tarde tuvo interés en la caza. Se vio obligado a cepillar la piel de una garduña, y dibujó ilustraciones de pájaros que levantó de los nidos o encontró cerca de su casa. Tuvo un interés especial en las aves de rapiña, y consideró este arte como una carrera, pero se dio cuenta —a la edad de dieciséis años— que necesitaba más entrenamiento para ser profesional. Con el apoyo de su padre fue aprendiz de una empresa de litógrafos, Gebrüder Becker, en Coblenza. Allí se encontró con su primer libro ilustrado sobre ornitología por Johann Conrad Susemihl (una edición posterior de la misma usó las mismas placas), de la colección de un comerciante interesado en las aves, y fue amonestado por la mala calidad de las láminas. Volvió a su casa después de tres años de aprendizaje, y por un tiempo tomó un trabajo temporal con el líder comunal buscando viviendas para ocultar licor de manera ilegal.

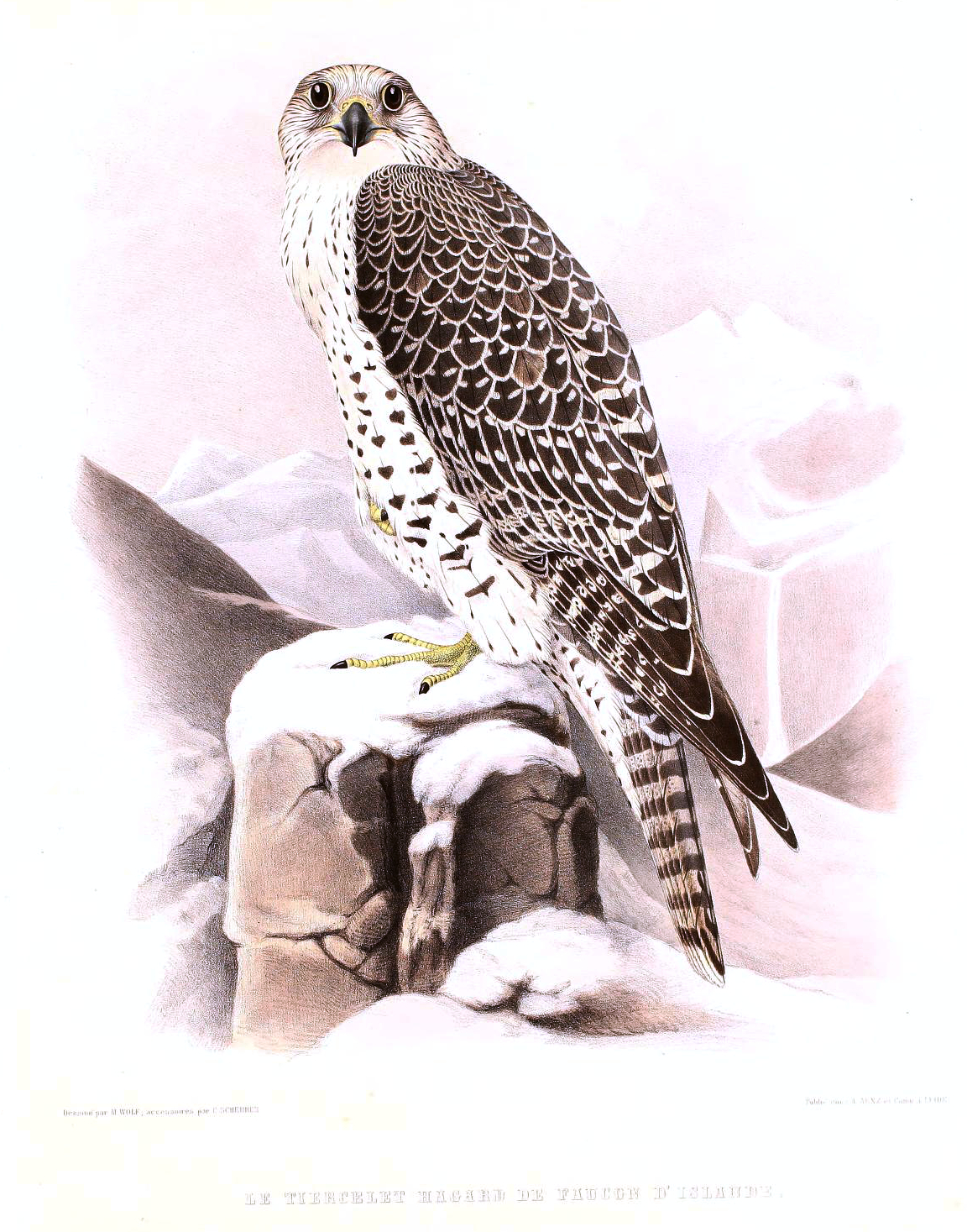
Lámina para el Traité de fauconnerie, que contiene los primeros trabajos de Wolf.

Viajó a Fráncfort y se presentó como litógrafo al ornitólogo Eduard Rüppell. Rüppell estaba empezando a trabajar con las aves de Abisinia y animó a Wolf a trabajar para él, ya sea viviendo en Frankfurt o Darmstadt, donde sugirió que podría trabajar para Johann Jakob Kaup. Wolf se trasladó en Darmstadt pero continuó trabajando en Los pájaros del África nororiental de Rüppell. Kaup quedó impresionado por sus habilidades y tomó uno de los cuadernos de Wolf en una reunión en Leiden para mostrarlo a Hermann Schlegel en el Museo de Historia Natural de Leiden. Schlegel inmediatamente encargó a Wolf algunas láminas para Traité de fauconnerie. El resultado fue un conjunto de «magníficas pinturas de aves rapaces en tamaño natural», que determinó la reputación de Wolf en Europa.
A la edad de 20, debía presentarse en Maien para unirse al Ejército. Como un hombre joven con fuertes habilidades para disparar no podía ser rechazado, pero como era tiempo de paz el cirujano, que le conocía, le ayudó a evitar el reclutamiento, con el pretexto de tener un pecho débil. De regreso en Darmstadt, estuvo trabajando en láminas de aves, y se unió a una escuela de arte donde trabajó en retratos, paisajes y copias de obras en la Galería de Darmstadt. Fue un notable observador de aves silvestres, y una vez cavó un pozo en el que estuvo sentado todo el día para ver el cortejo de gallos lira (Tetrao tetrix). En 1847 dejó Darmstadt a unirse a la Academia de Amberes, y así aprender las técnicas holandeses de pintura al óleo. Por esa época, Kaup visitó el Museo Británico y le preguntaron sobre el artista alemán que hizo las láminas para el libro de Schlegel, y Wolf fue invitado a Londres para ilustrar los géneros de aves para un libro de George Robert Gray.

## Londres

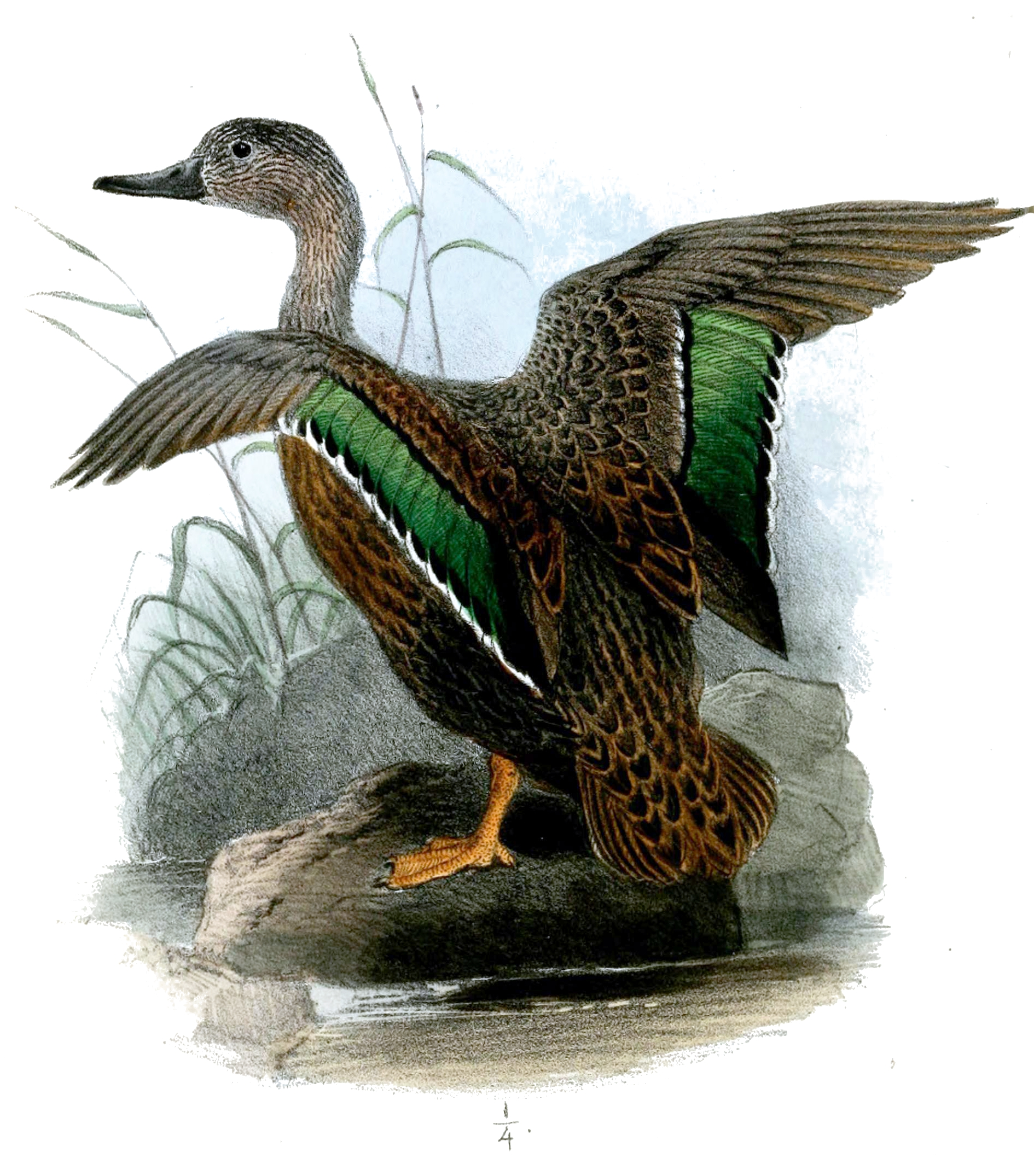
Un pato de Meller (Anas melleri).

Después de mudarse a Londres en 1848, fue presentado por David William Mitchell, un ilustrador aficionado y un secretario de la Sociedad Zoológica de Londres, a la editorial Trübner of Longmans y al día siguiente se puso a trabajar en Los géneros de aves de Gray. Mientras trabajaba en el salón de insectos del Museo Británico conoció a otros naturalistas, entre ellos J. O. Westwood —con quien pudo conversar en francés—. Fue un amigo de William Russell, un contador y un Campbell relacionado con el duque de Argyll. Russell trajo a sir Edwin Landseer y el duque de Argyll para ver las obras de Wolf. El duque pronto se convirtió en un mecenas y también invitó al duque de Westminster. Las inturas de Wolf también fueron apreciados por la Hermandad Prerrafaelita de Londres.

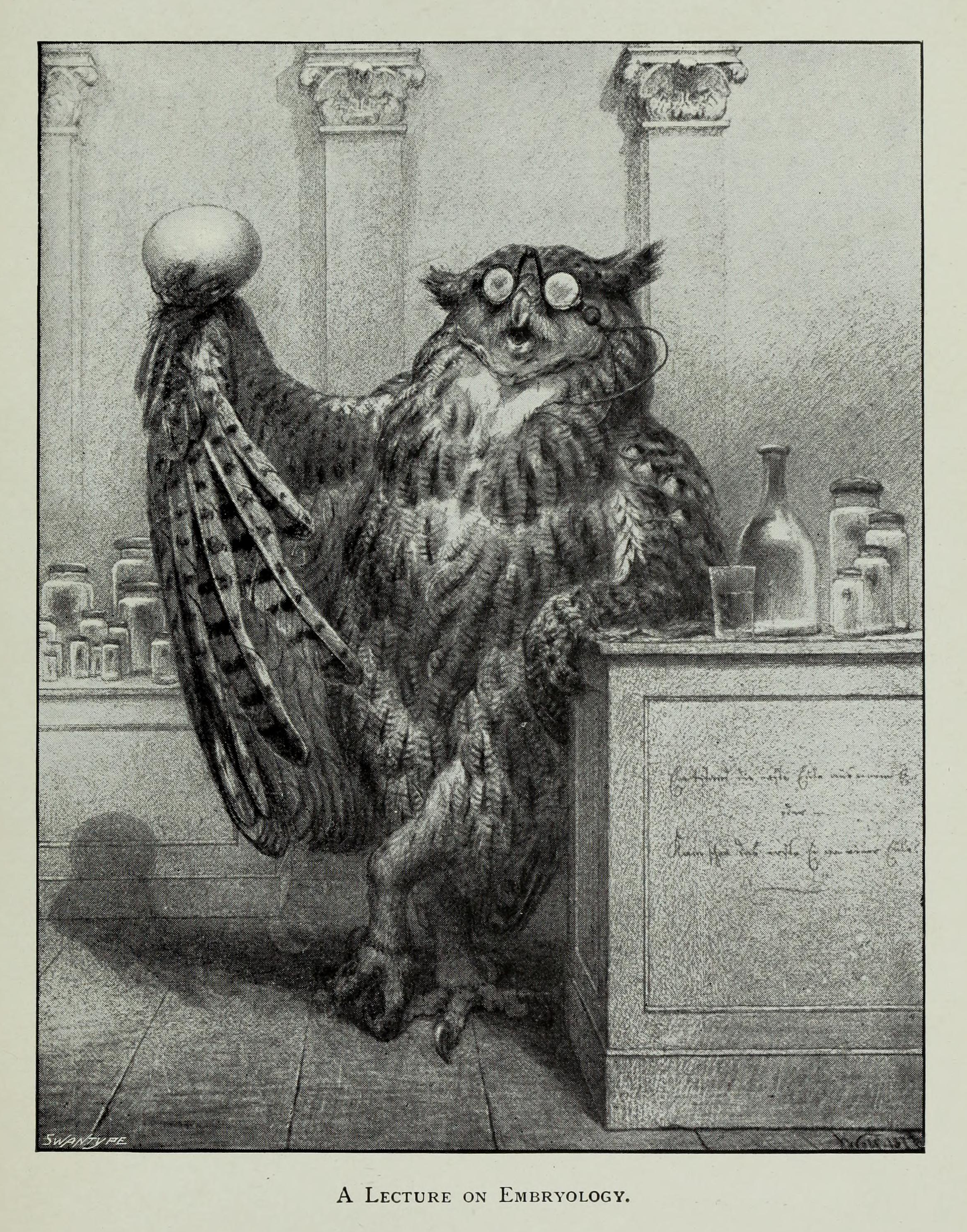
Una caricatura de Wolf: «Ponencia sobre embriología».

John Gould admiraba a Wolf y le hubiera gustado que estuviera en su personal, pero Wolf solo contribuyó ilustraciones de forma independiente. Wolf acompañó a Gould en una expedición recopilatoria a Noruega. Pensaba en Gould como un hombre astuto y tosco. También señaló que Gould carecía de un conocimiento de los patrones de plumas, además de no saber nada acerca de la composición, con una tendencia a añadir demasiado color, pues alegaba que los especímenes salvajes eran más brillantes.
La Sociedad Zoológica de Londres le encargó pintar una acuarela de venado wapití (Cervus canadensis) en la nieve; fechado en enero de 1881. Pronto se convirtió en el ilustrador electo para todos los libros publicados de aventureros que regresaban como David Livingstone, Alfred Russel Wallace y Henry Walter Bates (por ejemplo el libro El naturalista en el río Amazonas de Bates, 1863).

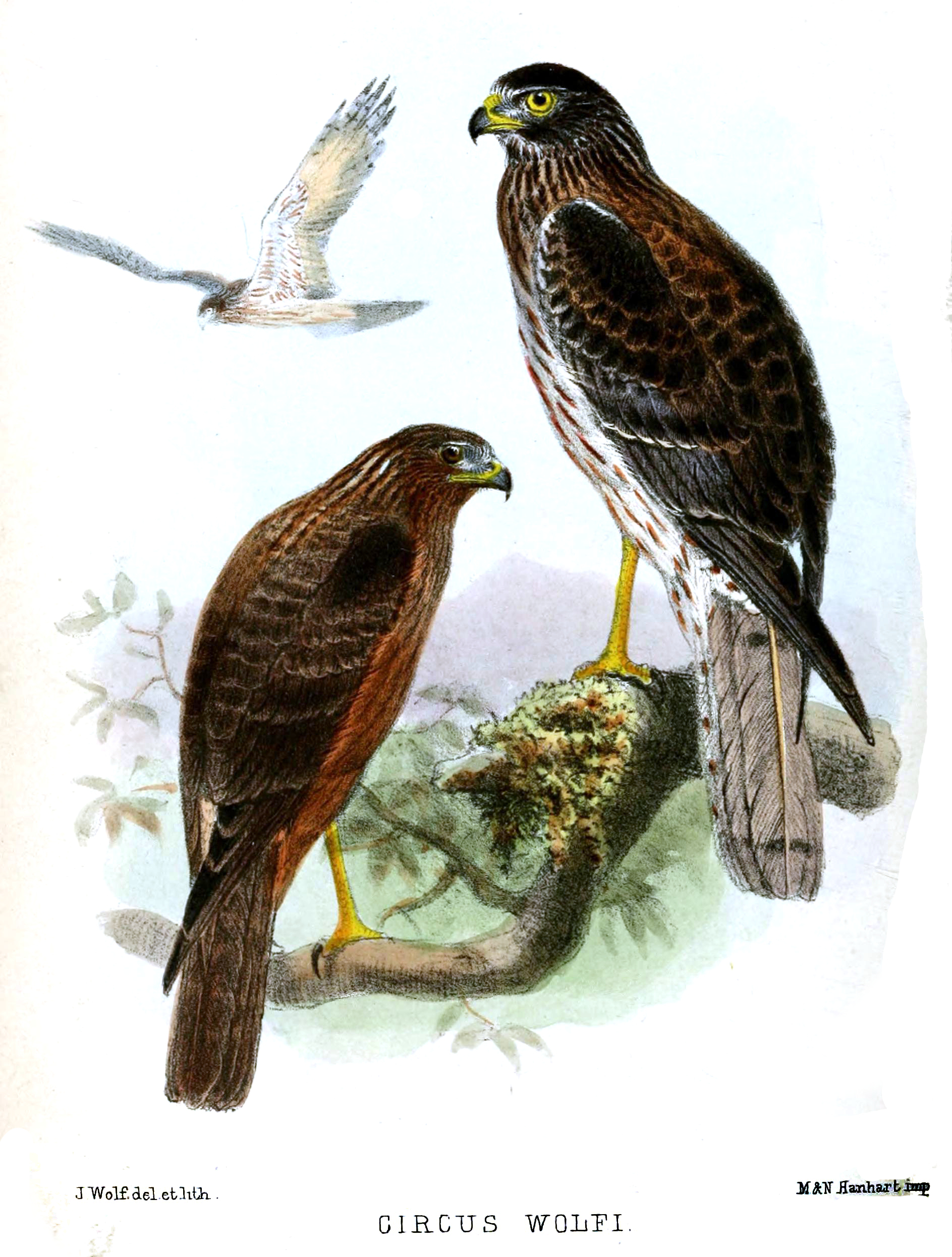
El aguilucho lagunero del Pacífico renombrado en el nombre binomial Circus wolfi en honor a Wolf (1865), pero su anterior denominación Circus approximans tuvo prioridad.

Pronto se unió a una asociación llamada el Ateneo Alemán, que fue fundada en 1869, y los miembros se reunían en las noches científicas, literarias y musicales. Para sus exposiciones muchas veces trabajaba en una serie de composiciones con elementos naturales, preferentemente carbón y tinta. Wolf se convirtió en tesorero de un fondo caritivo para viudas alemanas del conflicto bélico. Después de la guerra, conoció a Daniel Giraud Elliot en París y visitó un campo de batalla. Hizo que la imagen en un diseño llamado «Paz y guerra» con tórtolas en un arbusto sobre el casco de un soldado. También produjo algunos dibujos animados como ilustraciones que incluyen la «Ponencia sobre embriología», en el que se burla de ciertos hombres de ciencia. Cuando Charles Darwin comenzó su estudio de las expresiones de los animales, Abraham Dee Bartlett, el superintendente del parque zoológico, le comentó las capacidades de Wolf para ilustrar los minuciosos detalles de los animales en acción. Darwin pidió a Wolf hacer algunas ilustraciones de las fotografías y los animales que vivían en el jardín zoológico. Wolf mantuvo sus propias opiniones sobre la fiabilidad de las observaciones de otros e incluso dudaba de la interpretación de Darwin sobre la cara de un mono como «carcajada». Darwin lo visitó en varias ocasiones y Wolf le apreció por ser muy accesible, hasta con «un niño podía hablar».

## Legado
Sus habilidades fueron aclamadas durante su vida. Estableció el arte de la vida silvestre como género y la observación de aves vivas le permitieron producir ilustraciones en posiciones muy precisas y realistas. En ocasiones regresaba de un viaje y producía dibujos muy precisos de la memoria. Fue muy cuidadoso en su observación de los patrones de plumas y cuando leyó las obras de Sundevall y Nitzsch en pterilografía, no tenía nada nuevo que aprender. El zoólogo «Alfred Newton» lo llamó «el más grande de todos los pintores de animales», mientras Landseer dijo que «Wolf debió haber sido un pájaro antes de convertirse en un hombre». Wolf hizo numerosos dibujos a lápiz y carbón, así como litografías para sociedades científicas como la Sociedad Zoológica de Londres (a quienes produjo 340 «atractivas» láminas coliridas para las Proceedings de la ZSL en el transcurso de 30 años), y un gran número de ilustraciones para libros sobre la historia natural y viajes publicados en diversos países; y fue considerablemente exitoso como pintor también. Hasta 1946, la portada de la revista británica Ibis llevaba un grabado en madera de Wolf de un ibis sobre un fondo con ruinas, una pirámide y un sol naciente. En 1946 el sol fue retirado del fondo; el diseño fue cambiado por completo en 1948 debido a un desgaste excesivo del molde. En 1865, J. H. Gurney nombró una especie de aguilucho en honor a Wolf, pero resultó ser una especie ya descrita.
Murió en Londres, rodeado de sus aves de compañía. Está enterrado en el cementerio Highgate.
En 2002, un nuevo camino en Mörz, «Joseph Lobo Weg», lleva el nombre del artista.